# Rhyton

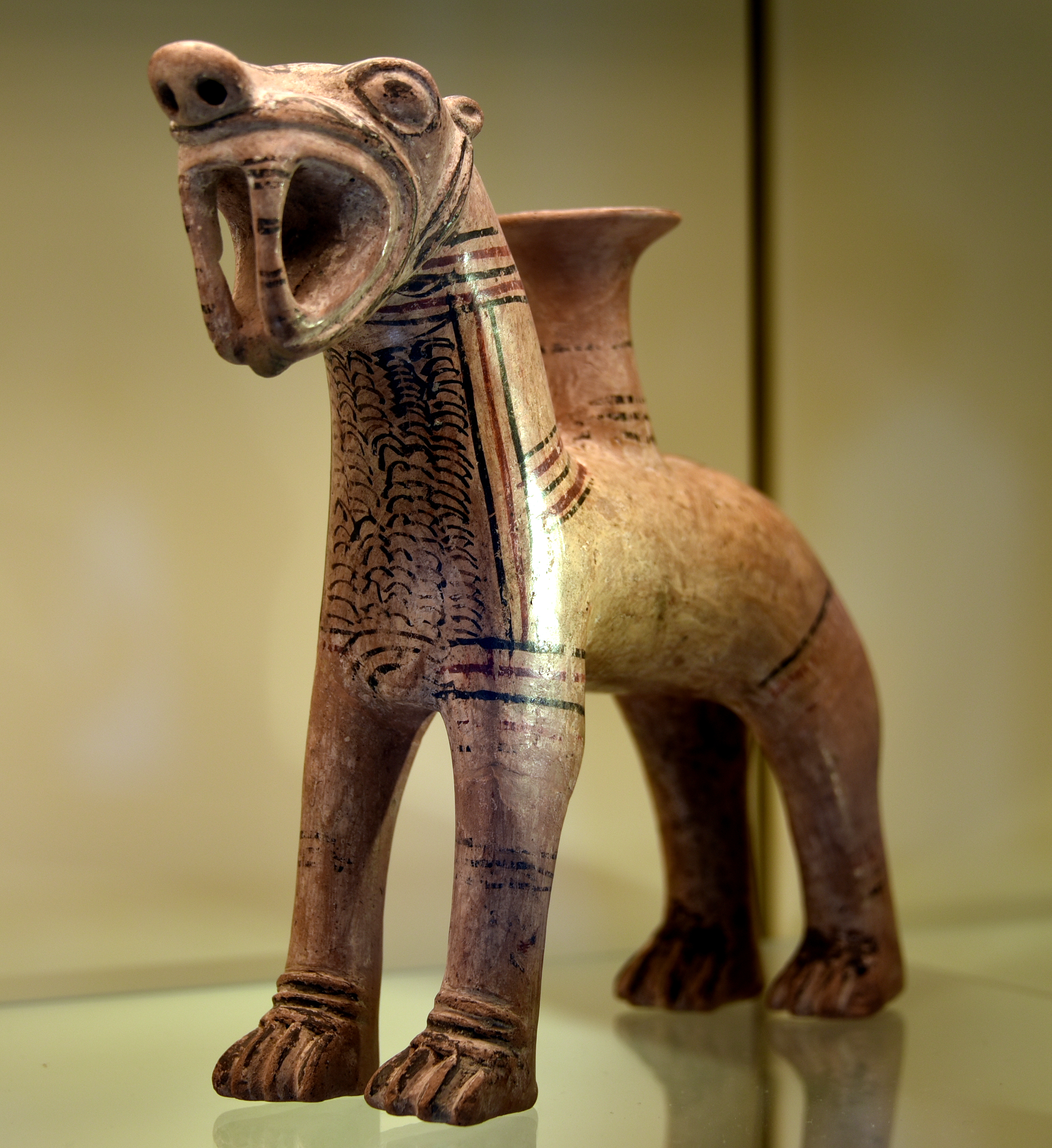
Rhyton zoomorfo (XIX secolo a.C. ca.) da Kültepe (Pergamon Museum, Berlino)

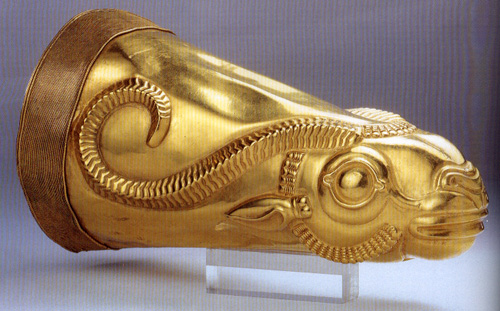
Rhyton d'oro del periodo achemenide (proveniente da Ecbatana, si trova al Museo Nazionale dell'Iran)

Il rhytòn (plurale rhytà) è un contenitore forato dal quale i liquidi che vi venivano versati potevano fuoriuscire per essere bevuti, o versati in cerimonie come la libagione. I rhytà erano molto comuni nell'antica Persia, dove erano chiamati takūk (تکوک). La parola occidentale rhytòn è la traslitterazione dell'antico greco ῥυτόν.
Dopo la vittoria greca sugli invasori persiani nel 479 a.C. molti beni di lusso inclusi numerosi rhytà furono portati ad Atene come bottino e furono immediatamente imitati dagli artisti greci.

## Nome e funzione
La parola si pensa provenga dal greco rhein, "scorrere", che a sua volta deriverebbe dall'indoeuropeo *sreu-, "flusso", e significherebbe perciò "che versa". Molti vasi considerati rhytà erano caratterizzati da un'ampia apertura superiore e da un foro da cui il liquido scorreva. Si riempiva il rhyton, con vino o altri liquidi, tenendo chiuso il foro con un dito e lo si stappava poi lasciando il fluido scorrere in bocca (o per terra nel caso della libagione), allo stesso modo in cui si può bere da un otre.
Smith mise in evidenza che questo uso era attestato nei dipinti classici ed accettò l'etimologia di Ateneo per cui esso fu denominato apo tes rhyseos, "dalla corrente". Smith ipotizzò che il nome rhyton fosse una denominazione recente di un vaso precedentemente chiamato keras, "corno", nel senso di corno potorio. La parola rhyton non è presente nel greco miceneo, scritto in Lineare B, ma un rhyton a testa di toro viene menzionato come kera-a nell'inventario dei vasi a Cnosso.Si sono conservati molti esemplari cretesi.

## Diffusione

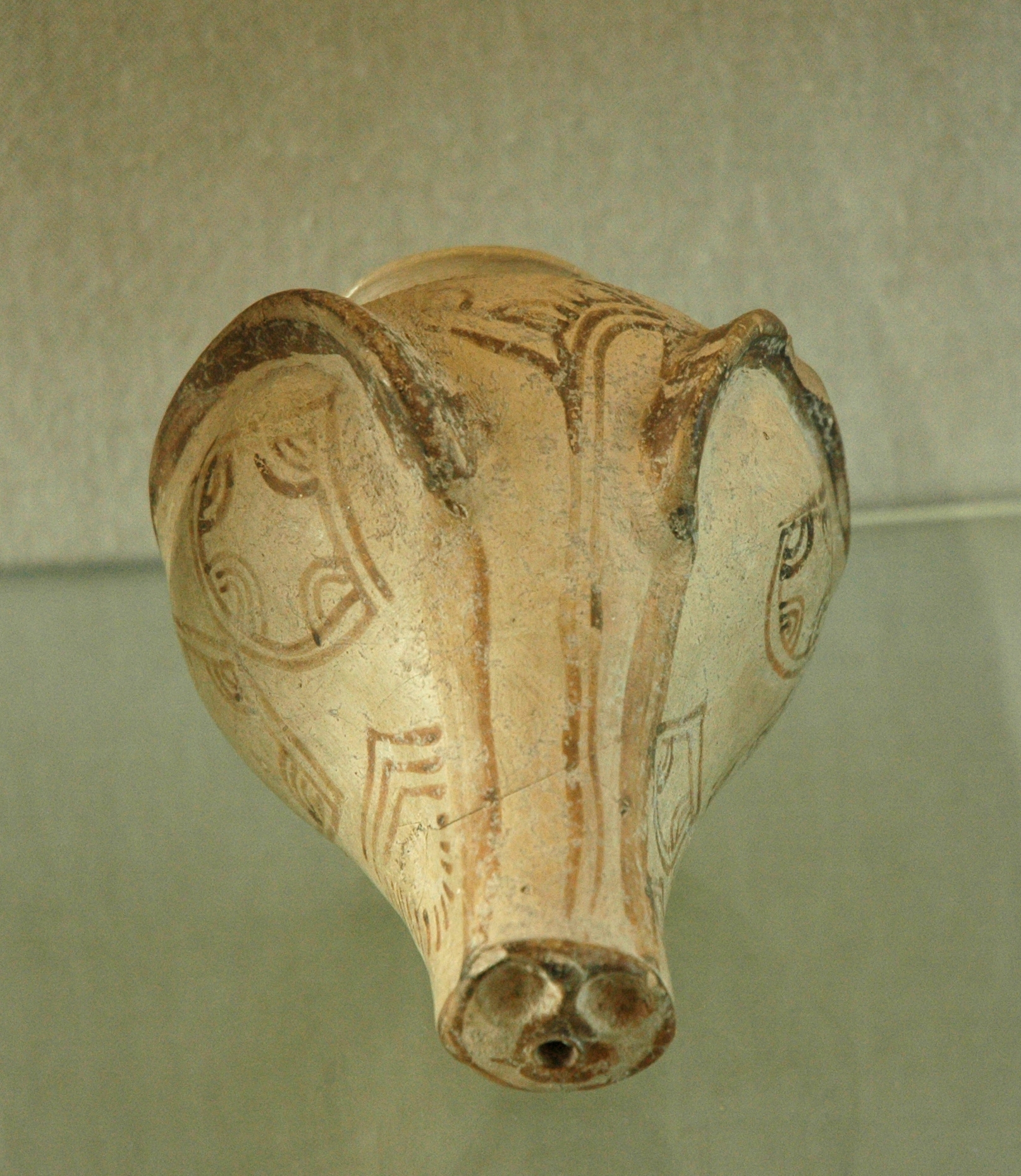
Rhyton a testa di cinghiale proveniente da Ugarit

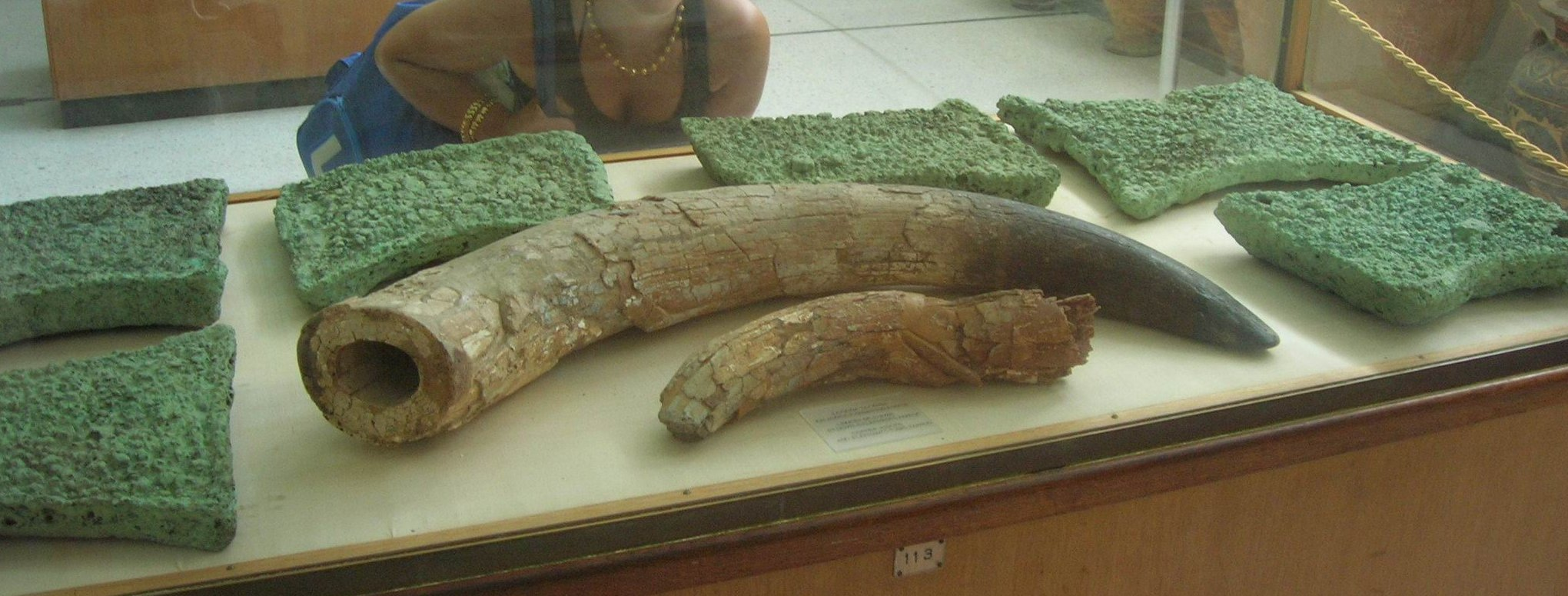
Corno, forse usato per bere, al Museo archeologico di Iraklio, Creta

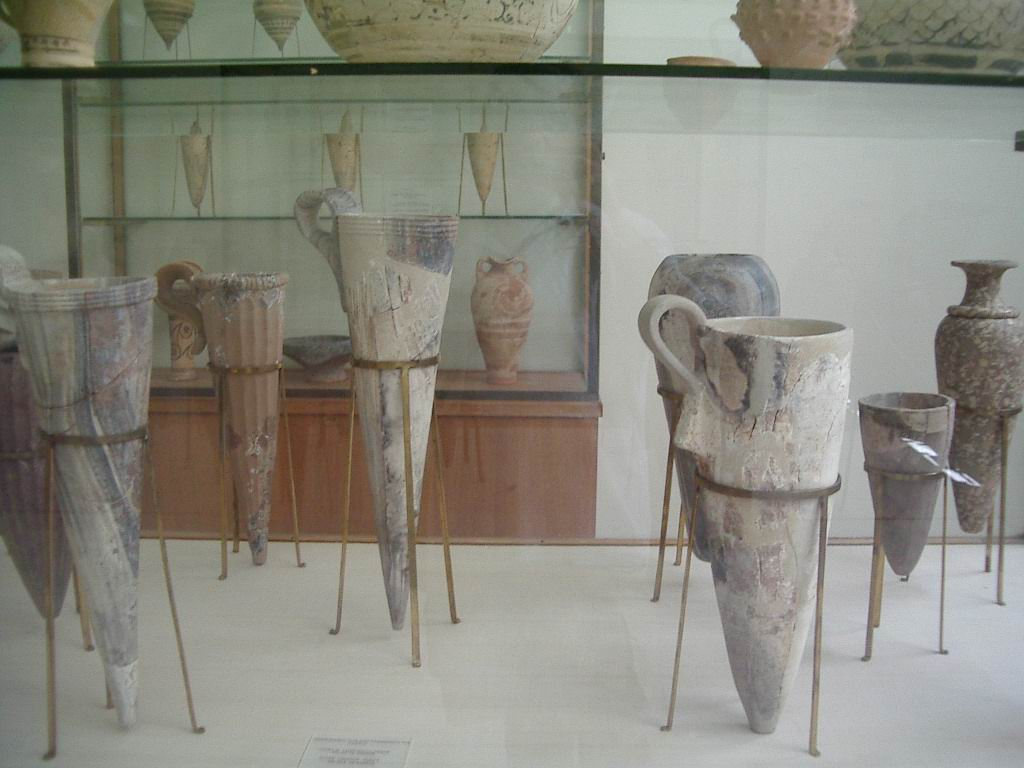
Rhyta in steatite minoici al Museo Archeologico di Iraklio

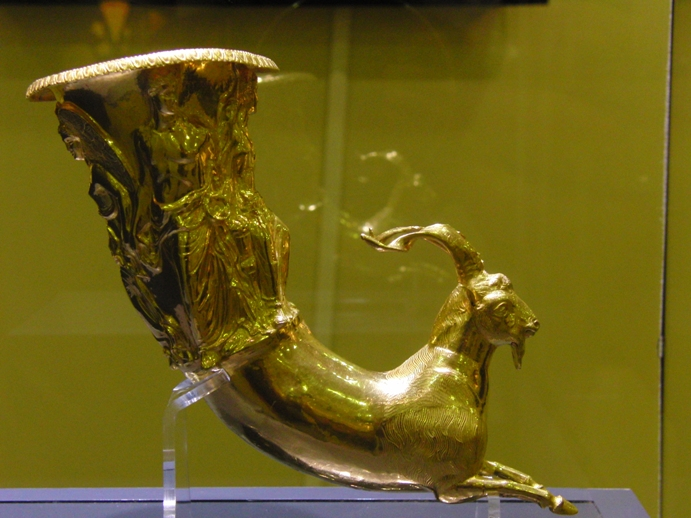
Rhyton a protoma di capro, IV secolo a.C., Tesoro di Panagjurište

Non si può supporre che ogni corno per bere o vaso per libagione fosse forato in basso, specialmente nella fase preistorica della forma. La funzione di attingitoio sarebbe venuta prima. Una volta che i fori ad una delle estremità iniziarono ad apparire, comunque, ispirarono interpretazioni zoomorfe e decorazioni plastiche nella forma di teste di animali, con il fluido che scorreva dal beccuccio come da un muso bovino, equino, di cervo e anche canino.
I rhytà si trovano tra i reperti di varie civiltà, appartenenti al Vicino Oriente o prossime ad esso, come l'altopiano iranico dal secondo millennio a.C. in avanti. Essi sono spesso conformati come teste animali o a forma di corno e possono essere molto decorati, con metalli e pietre preziose. Nella Creta minoica, le teste di toro in oro e in argento con aperture per permettere al vino di scorrere dalla bocca del toro sembrano essere particolarmente comuni, e molte sono state recuperate dai grandi palazzi.
Non tutti i rhytà erano così costosi: molti erano semplici tazze coniche in ceramica decorate sobriamente.
Rhytà realizzati in lamina d'oro a sbalzo di particolare bellezza sono stati ritrovati in Bulgaria negli ultimi decenni. In particolare, il Tesoro di Panagjurište, scoperto nel 1949 a 2 km a sud dell'omonima città. I reperti sono stati datati tra la fine del IV e l'inizio del III secolo a.C. e provengono dalle regioni in quel tempo abitate dai Traci Odrisi e dai Geti. Il tesoro fu sepolto probabilmente per evitare che fosse trafugato da invasori Macedoni o Celti. Si ritiene che possa essere appartenuto al re trace Seute III.

## Simbolismo
La ceramica ateniese classica a figure rosse era decorata con temi tratti dalla mitologia. Un tema standard della raffigurazione erano i satiri i quali, muniti di otri e rhytà, simboleggiavano trivialità. I rhytà a forma di corno si trovano frequentemente rappresentati nelle composizioni unitamente agli organi sessuali eretti dei satiri, ma questo tema vistosamente erotico e talvolta umoristico sembra essere stato uno sviluppo tardo, in linea con il gusto ateniese, quale viene espresso nelle commedie di Aristofane. I rhyta decorati e preziosi delle civiltà antecedenti sono lussuosi piuttosto che licenziosi.
La connessione dei satiri con il vino e i rhytà fu ripresa in seguito da Nonno di Panopoli (V sec. d.C.) nelle Dionisiache, dove è descritta la scoperta della fabbricazione del vino da parte dei satiri
"... il succo rosso del frutto ribolle fuori con schiuma bianca. Essi lo raccolgono con corni di bue, invece che in tazze (ancora mai viste), cosicché, dopo, la tazza per miscelare il vino prese questo nome divino di 'corno per vino'."
Karl Kerenyi, nel citare questo passaggio,  sottolineò: "Al centro di questo mito riccamente elaborato, in cui anche il poeta richiama il rhytà, non è facile separare gli elementi cretesi da quelli originatisi in Asia Minore."

## Galleria d'immagini

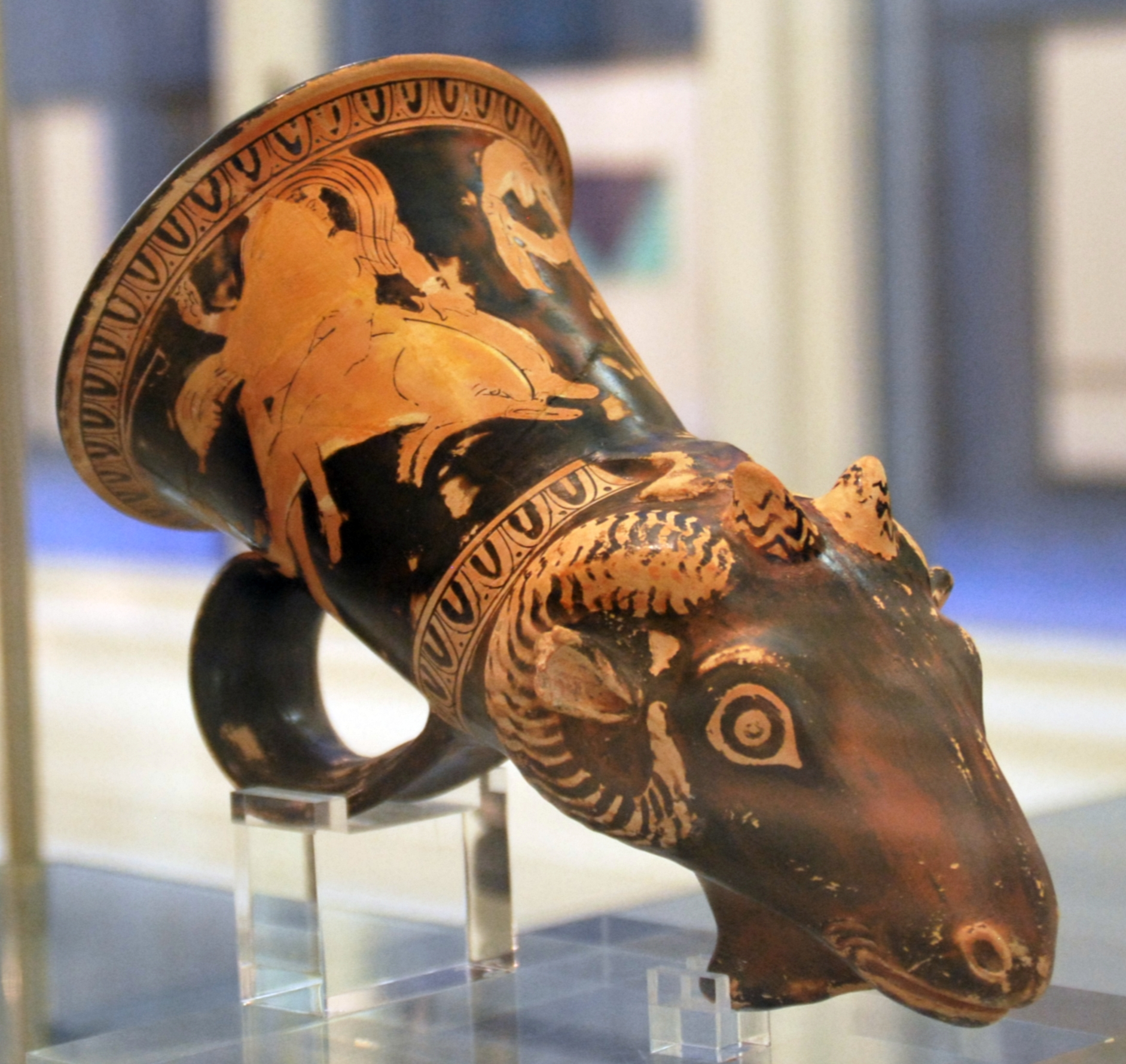
Rhyton a forma di testa di montone, Puglia, IV secolo a.C.
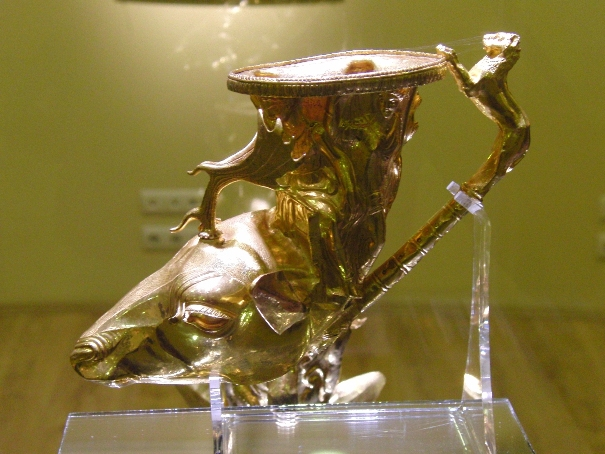
Rhyton a testa di cervo, IV secolo a.C., Tesoro di Panagjurište.
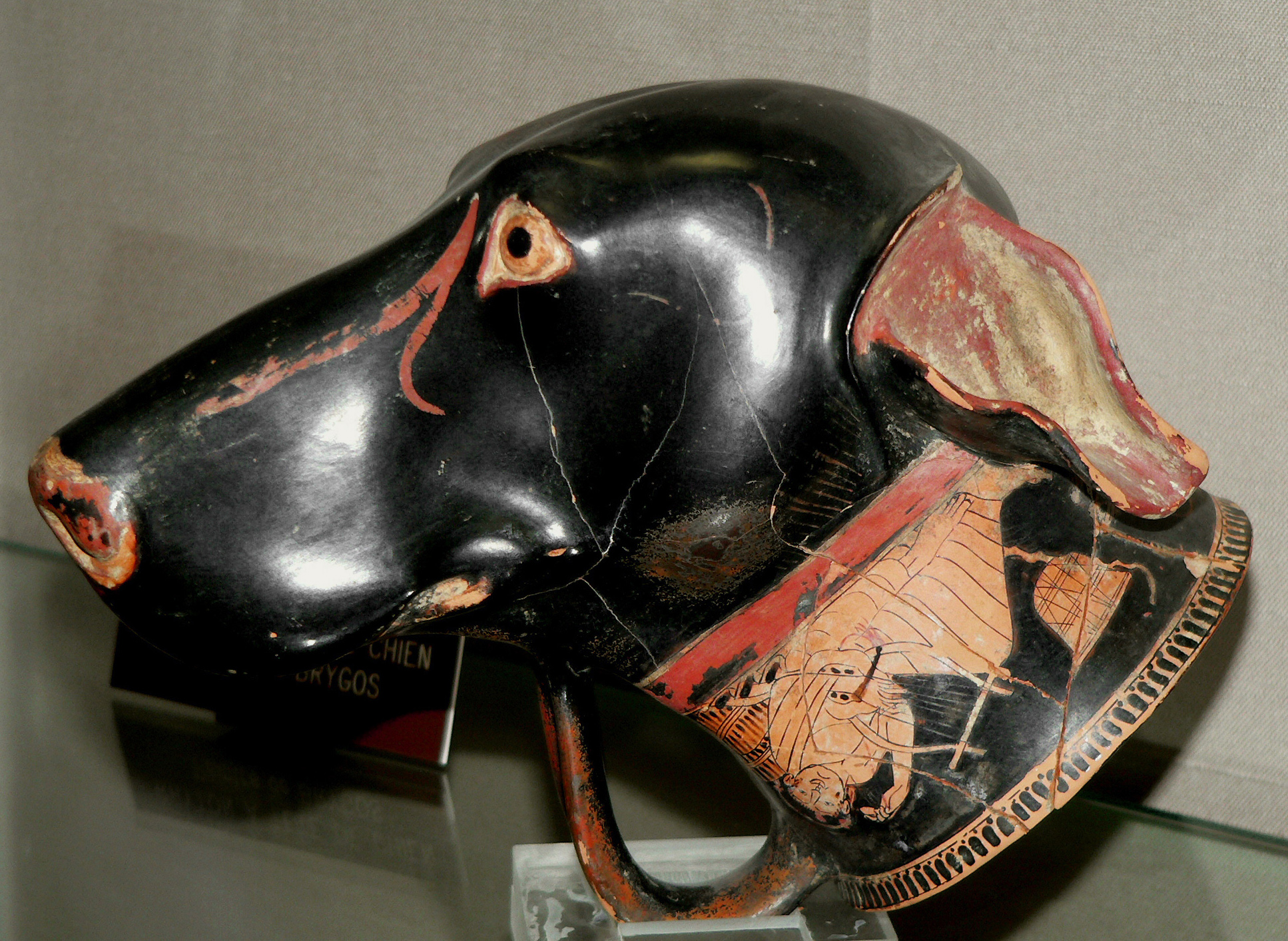
Rhyton a forma di testa di cane, Atene, V sec. a.C.
Rhyton a forma di testa di cerbiatto, Atene, V secolo a.C. (Museo archeologico nazionale delle Marche, Ancona)
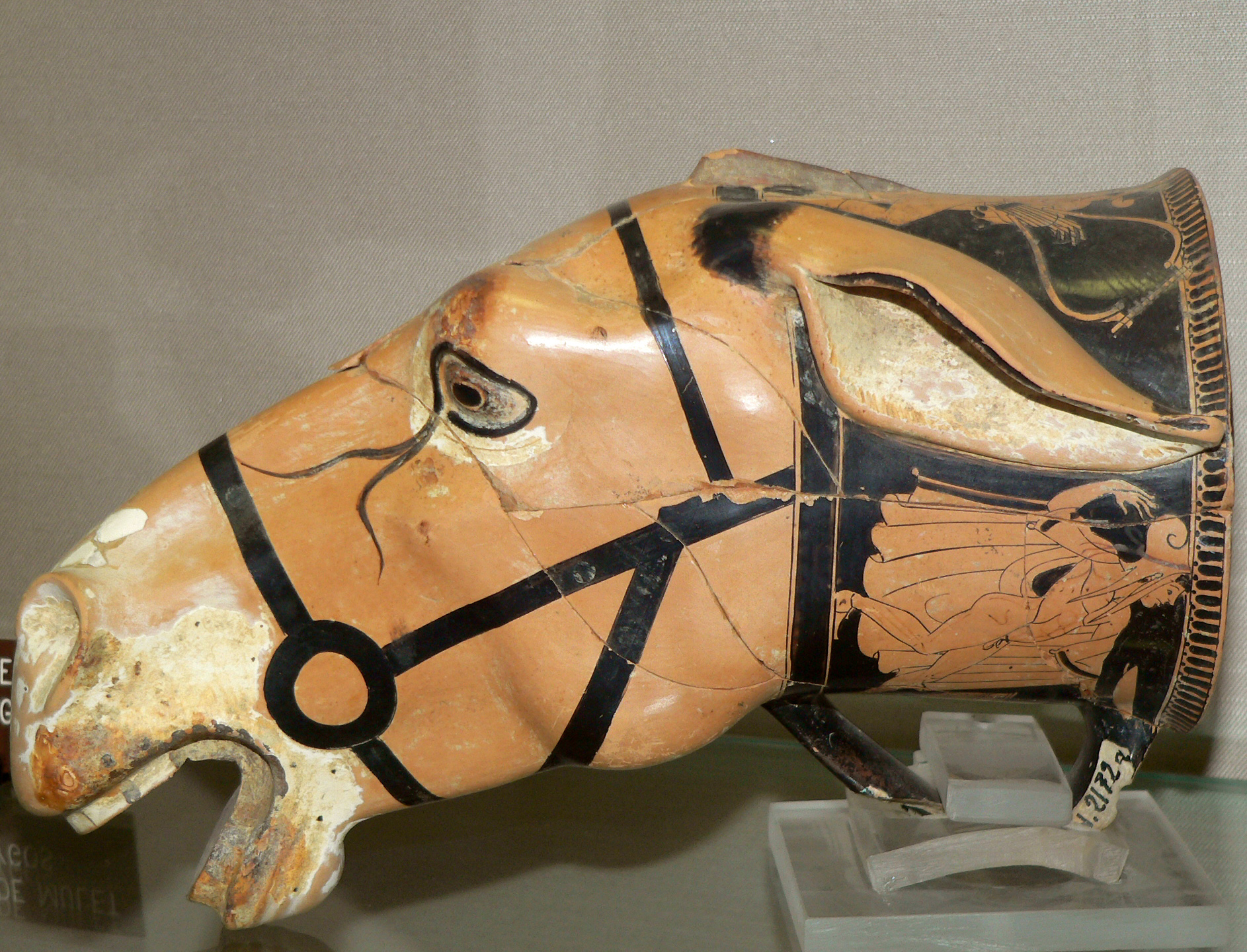
Rhyton a forma di testa di mulo, Atene, V sec. a.C.